# Lotus 22
Lotus 22 – samochód wyścigowy skonstruowany przez Colina Chapmana i wyprodukowany przez Team Lotus.
Lotus 22 został skonstruowany na sezon 1962 Formuły Junior, jako następca Lotusa 20. W stosunku do poprzednika miał wiele zmian. Był napędzany przez silnik Cosworth 1,1 litra o mocy ok. 100 KM. Zastosowano czterobiegową skrzynię biegów, której części były produkcji Volkswagena i Renault. Z tyłu zastosowano zawieszenie z Lotusa 21.
Peter Arundell w 25 wyścigach Formuły Junior tym modelem zdobył 18 podiów. Samochód z silnikiem Cosworth 109E był użyty również przez Brauscha Niemanna w dwóch Grand Prix RPA Formuły 1.

## Wyniki w Formule 1
| Legenda oznaczeń w tabelach wyników Wyświetl szablon na nowej stronie | Legenda oznaczeń w tabelach wyników Wyświetl szablon na nowej stronie                                                                     |
| Oznaczenie                                                            | Wyjaśnienie |
| --------------------------------------------------------------------- | --- |
| Złoty                                                                 | Zwycięzca lub mistrzostwo |
| Srebrny                                                               | 2. miejsce lub wicemistrzostwo |
| Brązowy                                                               | 3. miejsce lub II wicemistrzostwo |
| Zielony                                                               | Ukończył, punktował (w klasyfikacji generalnej, gdy zdobył co najmniej jeden punkt na przestrzeni sezonu, poza trzema powyższymi opcjami) |
| Niebieski                                                             | Ukończył, nie punktował (w klasyfikacji generalnej, gdy nie zdobył co najmniej jednego punktu na przestrzeni sezonu)                      |
| Czerwony                                                              | Nie zakwalifikował się (NZ) |
| Czerwony                                                              | Nie prekwalifikował się (NPK) |
| Różowy                                                                | Nie ukończył (NU) |
| Różowy                                                                | Niesklasyfikowany (NS) (w klasyfikacji generalnej, gdy nie został sklasyfikowany w żadnym wyścigu sezonu)                                 |
| Czarny                                                                | Zdyskwalifikowany (DK) |
| Czarny                                                                | Wykluczony (WYK/EX) |
| Biały                                                                 | Nie wystartował (NW) |
| Biały                                                                 | Kontuzjowany (K/INJ) |
| Biały                                                                 | Wyścig odwołany (OD/C) |
| Bez koloru                                                            | Został wycofany (WYC/WD) |
| Bez koloru                                                            | Nie przybył (NP/DNA) |
| Bez koloru                                                            | Nie brał udziału w treningach (NT/DNP) |
| Bez koloru                                                            | Nie został zgłoszony (–) |
| Pogrubienie                                                           | Start z pole position |
| Kursywa                                                               | Najszybsze okrążenie wyścigu |
| †                                                                     | Nie ukończył, ale jego rezultat został zaliczony ze względu na przejechanie więcej niż 90% dystansu wyścigu.                              |
| *                                                                     | Sezon w trakcie |
| 1/2/3                                                                 | Punktowana pozycja w sprincie kwalifikacyjnym                                                                                             |
| Lista systemów punktacji Formuły 1                                    | |

| Rok  | Zespół      | Silnik  | Opony | Kierowcy        | 1   | 2   | 3   | 4   | 5   | 6   | 7   | 8   | 9   | 10  | Pkt. | Msc. |
| ---- | ----------- | ------- | ----- | --------------- | --- | --- | --- | --- | --- | --- | --- | --- | --- | --- | ---- | ---- |
| 1963 | Ted Lanfear | Ford R4 | D     |                 | MCO | BEL | NLD | FRA | GBR | DEU | ITA | USA | MEX | ZAF | 0    | 15   |
| 1963 | Ted Lanfear | Ford R4 | D     | Brausch Niemann |     |     |     |     |     |     |     |     |     | 14  | 0    | 15   |
| 1965 | Ted Lanfear | Ford R4 | D     |                 | ZAF | MCO | BEL | FRA | GBR | NLD | DEU | ITA | USA | MEX | 0    | NS   |
| 1965 | Ted Lanfear | Ford R4 | D     | Brausch Niemann | NZ  |     |     |     |     |     |     |     |     |     | 0    | NS   |